# Идиш
Идиш (ייִדיש, Yiddish, Jiddisch) е германски език, на който говорят около четири милиона евреи ашкенази по целия свят. Названието идиш означава еврейски (нем.: Jüdisch) и означава съкращение от yidish daytsh (ייִדיש־דײַטש), еврейски немски. Езикът възниква в Централна Европа между IX и XII век като смесица от среднонемски диалекти (70 – 80% от думите имат немски произход) с множество заемки от иврит и арамейски, а също и от романските, и славянските езици.
Според петнадесетото издание на Ethnologue, идиш биват два езика:
- Идиш, западен (yih), понастоящем говорен предимно в Германия
- Идиш, източен (ydd), понастоящем говорен предимно в Израел и Латвия